# Вьетнамско-Российский совместный банк
Вьетнамско-Российский совместный банк (Vietnam-Russia Joint Venture Bank), сокращённое наименование ВРБ (VRB) — вьетнамский совместный банк, созданный российским Банком ВТБ и вьетнамским Банком инвестиций и развития Вьетнама (BIDV). Учредители ВРБ по состоянию на 2012 г. владеют равными долями, по 50 % его уставного капитала. Главными направлениями деятельности банка являются проектное финансирование, финансирование международных торговых операций, кредитование российских компаний во Вьетнаме, а также проведение международных расчётов.
Идея создания ВРБ возникла в ходе официального визита Председателя Правительства РФ Михаила Фрадкова во Вьетнам в феврале 2006 года. Торжественная церемония открытия ВРБ состоялась 19 ноября 2006 года в Ханое. На церемонии присутствовали Президент Вьетнама Нгуен Минь Чиет и Президент России Владимир Путин.
ВРБ с июля 2007 г. наладил двухсторонний канал расчётов между ВРБ и ВТБ в долларах США, евро, российских рублях и вьетнамских донгах. В настоящее время ВРБ предпринимает активные усилия для того, чтобы стать банком, который устанавливает официальный обменный курс RUB/VND.
По состоянию на 31.12.2010 г. ВРБ владел общими активами более 590 млн долларов США и уставным капиталом в 168,5 млн долларов США (эквивалент более 3 трлн донгов).

## Розничная сеть и дочерние банки
По состоянию на 2012 год у ВРБ открыто 6 филиалов в экономических центрах Вьетнама — городах Ханой, Хошимин, Вунгтау, Дананг, Нячанг и Хайфон. В октябре 2008 года ВРБ открыл своё представительство в Москве, а 14 декабря 2009 г. состоялось открытие 100%-й дочерней кредитной организации ВРБ — Банка «ВРБ Москва» (ООО) с уставным капиталом 210 млн рублей.